# Серафимович, Иосиф Мартынович
Ио́сиф Марты́нович Серафимо́вич (ок. 1832—1881) — русский военный деятель, полковник, Георгиевский кавалер (1863), начальник Закатальского округа. Сын георгиевского кавалера Мартына Карловича Серафимовича.

## Биография
Произведён в прапорщики 18 (30) января 1852 года. В 1857 году награждён Орденом Святой Анны 4-й степени за храбрость. Служил в 15-м гренадерском Тифлисском Его Императорского Высочества Великого Князя Константина Константиновича полку. В 1861 году награждён Орденом Святого Станислава 3-й степени. В 1863 году произведён в штабс-капитаны.
1 (13) августа 1863 года награждён орденом св. Георгия IV степени (приказ № 10217) «в воздаяние за отличие, оказанное в деле против горцев при следовании, 6 июня 1863 года, из Лагодех в крепость Закаталы, где, начальствуя двумя ротами, прошёл 25-ти вёрстное пространство среди непрерывного восьмичасового боя с многочисленными толпами лезгин».
В 1870 году награждён Орденом Святой Анны 3-й степени. 9 (21) ноября 1872 года произведён в майоры. По данным на 1873 год — заместитель начальника Закатальского округа. По данным на 1877 год — начальник Закатальского округа. 29 июня (11 июля) 1878 года произведён в подполковники.
Будучи окружным начальником активно поощрял христианизацию мусульманского населения. Был убит в 1881 году вблизи Балакена. Смерть Серафимовича побудила кавказское командование на время перенести политику обращения в христианство на второй план. Уже на следующий год после смерти Серафимовича многие из обращённых горцев вернулись в ислам.